# 에어 노스트룸
에어 노스트룸(영어: Air Nostrum) 또는 이베리아 리저널(영어: Iberia Regional)은 스페인의 지역 항공사로 본사는 발렌시아에 위치해 있으며 원월드의 준회원이다.

## 역사
1994년 5월 23일 설립하여 12월 15일 운항을 시작하였다. 1997년 5월 이베리아 항공과 프랜 차이즈 계약을 맺었으며 이베리아 리저널이란 이름으로 독립적으로 운항한다. 1999년 이베리아 항공이 아비아코 항공을 합병한 후 추가로 국내선 노선과 국제선 노선을 얻었다. 같은 해 네덜란드 항공사인 데님항공을 인수했으나 2002년 모든 지분을 처분했다. 현재 에어 노스트룸은 스페인 동부 발렌시아 주의 주도 발렌시아를 기반으로 한 지역 항공사로 국내선과 국제선 정기항공 서비스를 제공하고 있으며 전세기를 운항하고 있다.

## 운항 노선
- 2012년 8월 기준으로 에어 노스트룸은 다음과 같은 노선을 운항하고 있다.

## 보유 기종
- 2021년 1월 기준으로 에어 노스트룸은 다음과 같이 보유하고 있다.

## 사진

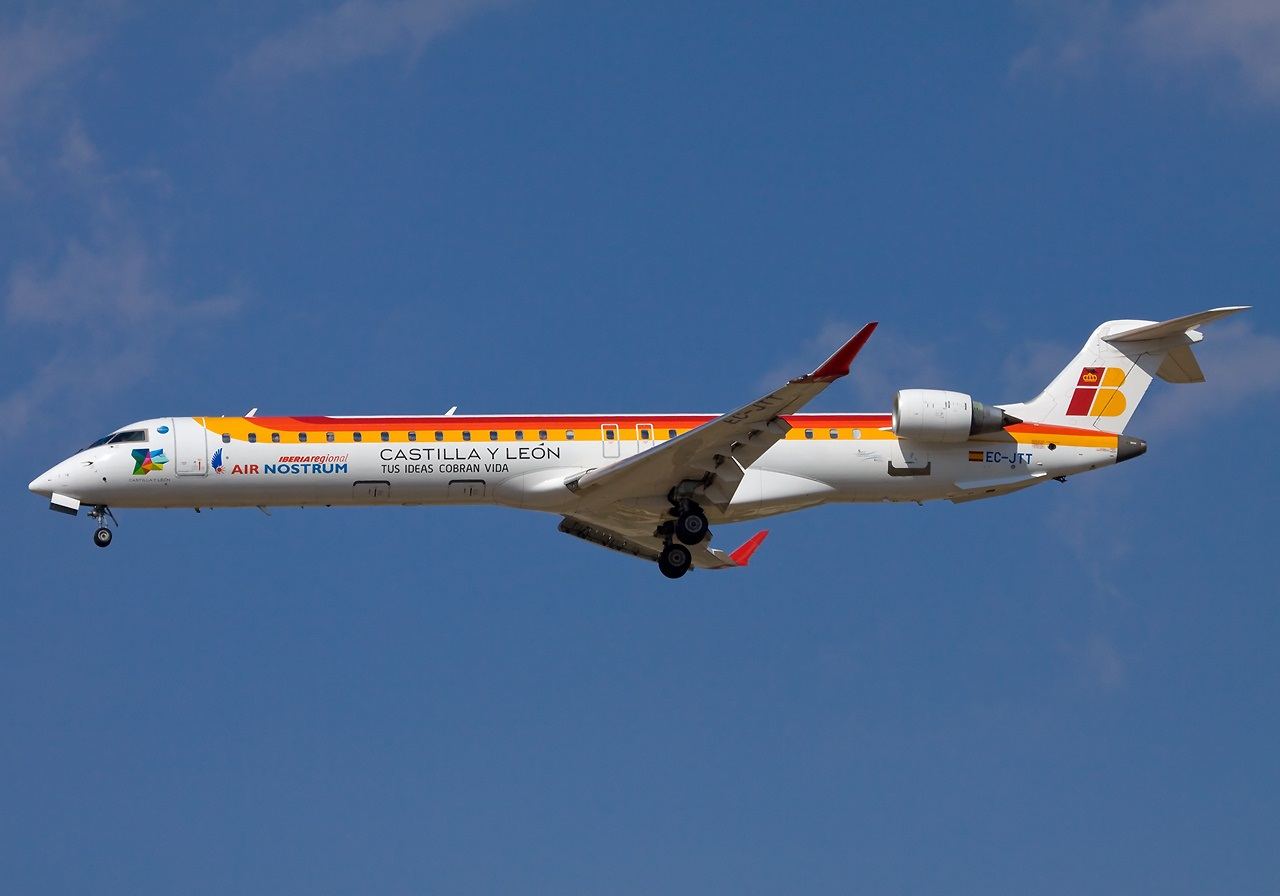
에어 노스트룸의 봄바디어 CRJ900
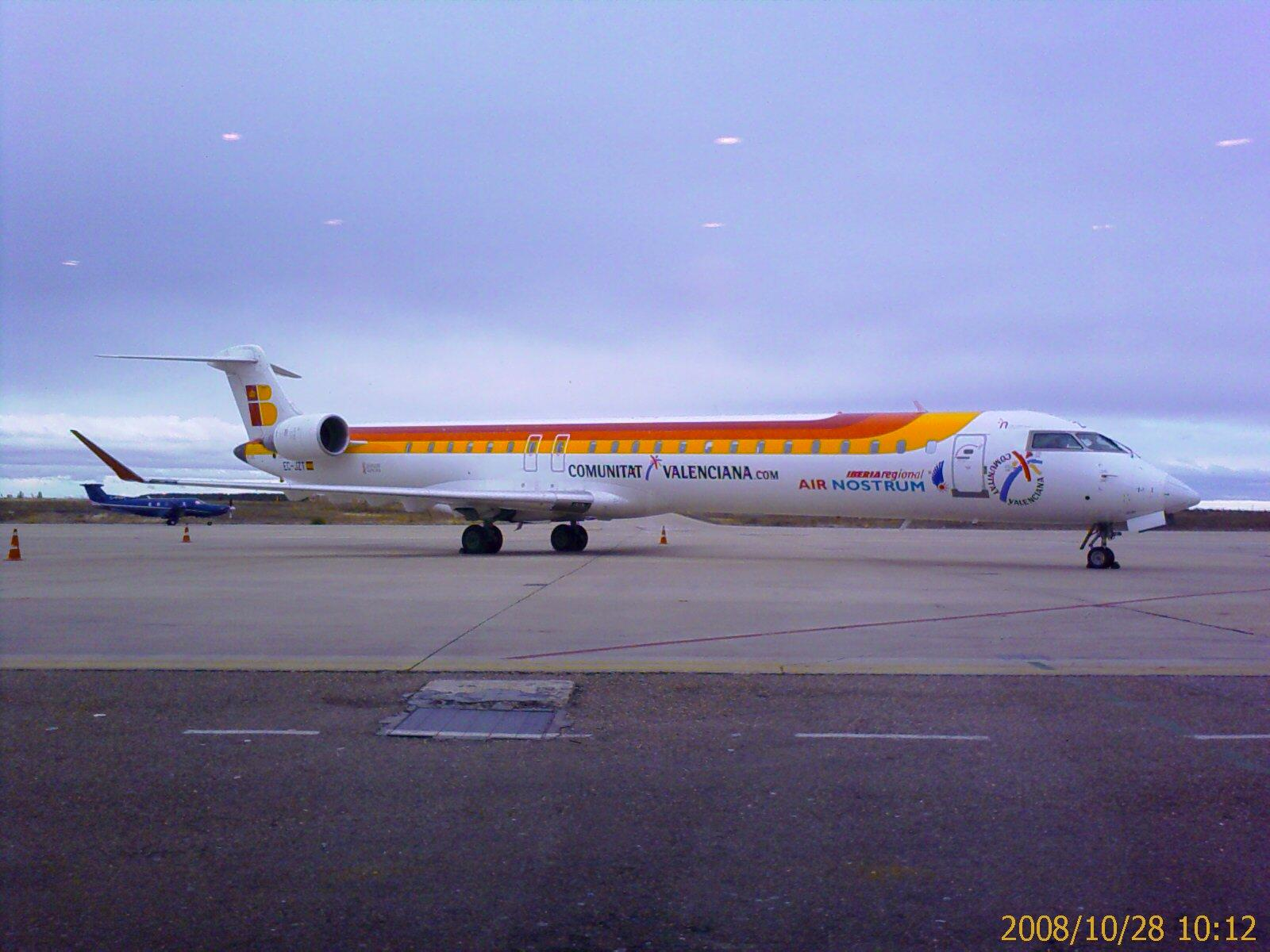
에어 노스트룸의 봄바디어 CRJ900